# Caporciano
Caporciano – miejscowość i gmina we Włoszech, w regionie Abruzja, w prowincji L’Aquila.
Według danych na rok 2004 gminę zamieszkiwało 265 osób, 14,7 os./km².